# Marxismo de liberación nacional

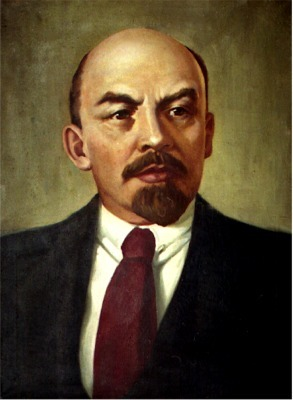
Vladimir Lenin

El Marxismo de liberación nacional es una corriente del marxismo, aparecida especialmente después de la influencia de Vladimir Lenin en la defensa del antiimperialismo y la autodeterminación de todos los pueblos que se hizo predominante en los movimientos comunistas, especialmente en la defensa de la libertad del gobierno colonial en el Tercer Mundo. La liberación nacional ha sido promovida por los marxistas desde una perspectiva internacional-socialista en lugar de una perspectiva nacionalista-burguesa.
Al llegar al poder, Lenin y el gobierno bolchevique en Rusia declararon que todos los pueblos tenían el derecho a la autodeterminación. Si bien Lenin criticó el nacionalismo, afirmó que la causa de la liberación nacional no era una cuestión de chovinismo, sino una cuestión de democracia radical.